# Barakeh, Hama
Barakeh (tiếng Ả Rập: البركة), cũng đánh vần Barakah và Birkah, là một ngôi làng Syria ở Al-Ziyarah Nahiyah ở huyện Al-Suqaylabiyah, Hama. Nó nằm ở rìa phía tây của đồng bằng Al-Ghab. Theo Cục Thống kê Trung ương Syria (CBS), Barakeh có dân số 295 trong cuộc điều tra dân số năm 2004.